# Rune Börjesson
Rune Börjesson (ur. 5 kwietnia 1937 w Göteborgu, zm. 21 lutego 1996 tamże) – szwedzki piłkarz występujący na pozycji napastnika. Jego bratankiem był inny piłkarz, Sören Börjesson.

## Kariera klubowa
Börjesson rozpoczął karierę w 1956 w drugoligowym klubie Örgryte IS, a w sezonie 1957/1958 awansował z nim do pierwszej ligi. W sezonach 1959 oraz 1960 zostawał jej królem strzelców z odpowiednio 21 i 16 bramkami. Ponadto w edycji 1960 zajął z Örgryte 3. miejsce w lidze.
W październiku 1961 przeszedł do włoskiego Juventusu, a miesiąc później odszedł do US Palermo. W Serie A zadebiutował 3 grudnia 1961 w przegranym 0:1 meczu z Udinese Calcio i zdobył wówczas bramkę.
W 1964 wrócił do Örgryte, z którym w sezonie 1964 ponownie wywalczył 3. miejsce w lidze. W 1967 zakończył karierę.

## Statystyki ligowe
| Rozgrywki   | Poziom | Kraj    | Mecze | Gole |
| ----------- | ------ | ------- | ----- | ---- |
| Allsvenskan | I      | Szwecja | 124   | 83   |
| Serie A     | I      | Włochy  | 38    | 10   |

## Kariera reprezentacyjna
W reprezentacji Szwecji zadebiutował 14 września 1958 w wygranym 2:0 towarzyskim meczu z Norwegią, w którym strzelił gola. 18 października 1959 w wygranym 6:2 towarzyskim pojedynku z tym samym rywalem zanotował hat tricka. W latach 1958–1961 w drużynie narodowej rozegrał 20 spotkań i 17 bramek.